# Nicolas Saada

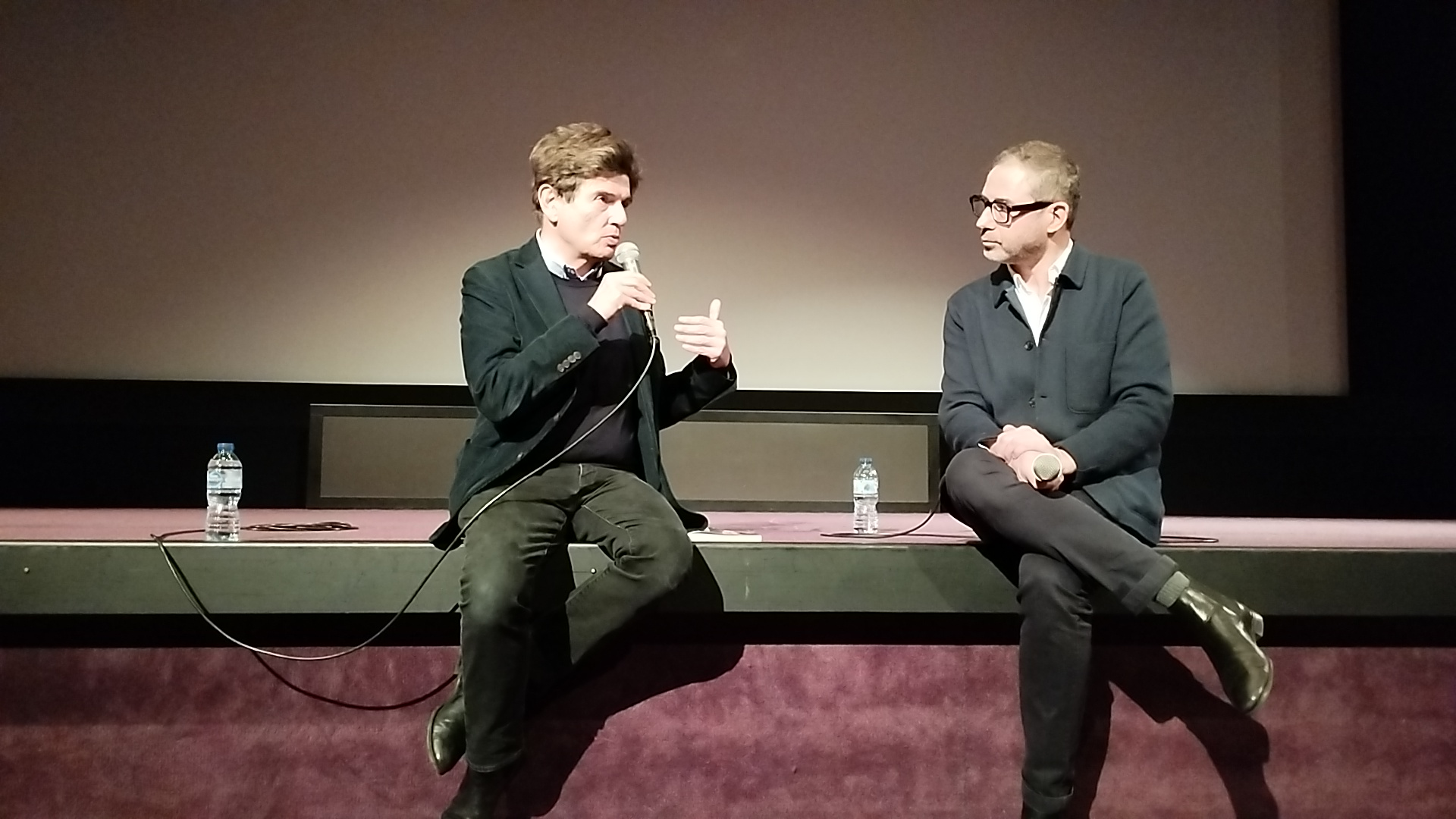

Nicolas Saada (Parigi, 5 settembre 1965) è un produttore cinematografico, sceneggiatore e critico cinematografico francese.

## Filmografia
- I segreti degli uomini (En jouant "Dans la compagnie des hommes"), regia di Arnaud Desplechin (2003)
- Le parallele (Les parallèles) (2004)
- Spioni (Espion(s)) (2009)
- Taj Mahal (2015)